# Daniel Akpeyi
Daniel Akpeyi (Nnewi, 8 maart 1986) is een Nigeriaans voetballer die speelt als doelman. In juli 2025 verliet hij Marumo Gallants. Akpeyi maakte in 2017 zijn debuut in het Nigeriaans voetbalelftal.

## Clubcarrière
Akpeyi speelde in de jeugd van Gabros International en brak ook door bij die club. Hierna was hij achtereenvolgens actief onder de lat van Nasarawa United en Heartland. In de zomer van 2014 maakte de doelman de overstap naar Warri Wolves. Na één seizoen verkaste Akpeyi weer. De Nigeriaan zette zijn handtekening onder een verbintenis voor de duur van twee seizoenen bij het Zuid-Afrikaanse Chippa United. Bij Chippa United speelde Akpeyi tweeënnegentig competitiewedstrijden voor hij in januari 2019 overstapte naar Kaizer Chiefs. Medio 2022 ging Akpeyi weg bij deze club na het aflopen van zijn contract. In januari 2023 tekende hij voor Moroka Swallows. Voorafgaand aan het seizoen 2024/25 nam Marumo Gallants de licentie van Moroka Swallows over, waarna Akpeyi ook overstapte naar die club.

## Clubstatistieken
| Seizoen | Club            | Competitie | Competitie | Competitie | Beker | Beker | Internationaal | Internationaal | Totaal | Totaal |
| Seizoen | Club            | Competitie | Wed.       | Dlp.       | Wed.  | Dlp.  | Wed.           | Dlp.           | Wed.   | Dlp.   |
| ------- | --------------- | ---------- | ---------- | ---------- | ----- | ----- | -------------- | -------------- | ------ | ------ |
| 2015/16 | Chippa United   | PSL        | 23         | 0          | 2     | 0     | —              | —              | 25     | 0      |
| 2016/17 | Chippa United   | PSL        | 28         | 0          | 6     | 0     | —              | —              | 34     | 0      |
| 2017/18 | Chippa United   | PSL        | 23         | 0          | 2     | 0     | —              | —              | 25     | 0      |
| 2018/19 | Chippa United   | PSL        | 18         | 0          | 2     | 0     | —              | —              | 20     | 0      |
| 2018/19 | Kaizer Chiefs   | PSL        | 6          | 0          | 0     | 0     | —              | —              | 6      | 0      |
| 2019/20 | Kaizer Chiefs   | PSL        | 25         | 0          | 2     | 0     | —              | —              | 27     | 0      |
| 2020/21 | Kaizer Chiefs   | PSL        | 14         | 0          | 3     | 0     | 7              | 0              | 24     | 0      |
| 2021/22 | Kaizer Chiefs   | PSL        | 12         | 0          | 0     | 0     | —              | —              | 12     | 0      |
| 2022/23 | Moroka Swallows | PSL        | 8          | 0          | 0     | 0     | —              | —              | 8      | 0      |
| 2023/24 | Moroka Swallows | PSL        | 27         | 0          | 4     | 0     | —              | —              | 31     | 0      |
| 2024/25 | Marumo Gallants | PSL        | 7          | 0          | 0     | 0     | —              | —              | 7      | 0      |
| Totaal  | Totaal          | Totaal     | 191        | 0          | 21    | 0     | 7              | 0              | 219    | 0      |

Bijgewerkt op 21 juli 2025.

## Interlandcarrière
Akpeyi maakte zijn debuut in het Nigeriaans voetbalelftal op 29 maart 2015, toen met 1–1 gelijkgespeeld werd tegen Zuid-Afrika door doelpunten van Ahmed Musa en Bongani Zungu. De doelman mocht van bondscoach Stephen Keshi in de basis beginnen en hij mocht het gehele duel onder de lat staan. Akpeyi werd in juni 2018 door bondscoach German Rohr opgenomen in de selectie van Nigeria voor het wereldkampioenschap in Rusland.
| Interlands van Daniel Akpeyi voor Nigeria | Interlands van Daniel Akpeyi voor Nigeria | Interlands van Daniel Akpeyi voor Nigeria | Interlands van Daniel Akpeyi voor Nigeria | Interlands van Daniel Akpeyi voor Nigeria | Interlands van Daniel Akpeyi voor Nigeria | Interlands van Daniel Akpeyi voor Nigeria |
| №                                         | Datum                                     | Wedstrijd                                 | Uitslag                                   | Competitie                                | Goals                                     |                                           |
| Als speler bij Warri Wolves               | Als speler bij Warri Wolves               | Als speler bij Warri Wolves               | Als speler bij Warri Wolves               | Als speler bij Warri Wolves               | Als speler bij Warri Wolves               | Als speler bij Warri Wolves               |
| ----------------------------------------- | ----------------------------------------- | ----------------------------------------- | ----------------------------------------- | ----------------------------------------- | ----------------------------------------- | ----------------------------------------- |
| 1                                         | 29 maart 2015                             | Zuid-Afrika – Nigeria                     | 1 – 1                                     | Vriendschappelijk                         |                                           |                                           |
| Als speler bij Chippa United              |                                           |                                           |                                           |                                           |                                           |                                           |
| 2                                         | 29 maart 2016                             | Egypte – Nigeria                          | 1 – 0                                     | AK 2017 kwalificatie                      |                                           |                                           |
| 3                                         | 31 mei 2016                               | Luxemburg – Nigeria                       | 1 – 3                                     | Vriendschappelijk                         |                                           |                                           |
| 4                                         | 12 november 2016                          | Nigeria – Algerije                        | 3 – 1                                     | WK 2018 kwalificatie                      |                                           |                                           |
| 5                                         | 23 maart 2017                             | Nigeria – Senegal                         | 1 – 1                                     | Vriendschappelijk                         |                                           |                                           |
| 6                                         | 10 juni 2017                              | Nigeria – Zuid-Afrika                     | 0 – 2                                     | AK 2019 kwalificatie                      |                                           |                                           |
| 7                                         | 14 november 2017                          | Argentinië – Nigeria                      | 2 – 4                                     | Vriendschappelijk                         |                                           |                                           |
| 8                                         | 11 september 2018                         | Liberia – Oeganda                         | 1 – 2                                     | Vriendschappelijk                         |                                           |                                           |
| 9                                         | 20 november 2018                          | Nigeria – Oeganda                         | 0 – 0                                     | Vriendschappelijk                         |                                           |                                           |
| Als speler bij Kaizer Chiefs              |                                           |                                           |                                           |                                           |                                           |                                           |
| 10                                        | 26 maart 2019                             | Nigeria – Egypte                          | 1 – 0                                     | Vriendschappelijk                         |                                           |                                           |
| 11                                        | 8 juni 2019                               | Nigeria – Zimbabwe                        | 0 – 0                                     | Vriendschappelijk                         |                                           |                                           |
| 12                                        | 16 juni 2019                              | Senegal – Nigeria                         | 1 – 0                                     | Vriendschappelijk                         |                                           |                                           |
| 13                                        | 22 juni 2019                              | Nigeria – Burundi                         | 1 – 0                                     | AK 2019                                   |                                           |                                           |
| 14                                        | 26 juni 2019                              | Nigeria – Guinee                          | 1 – 0                                     | AK 2019                                   |                                           |                                           |
| 15                                        | 6 juli 2019                               | Nigeria – Kameroen                        | 3 – 2                                     | AK 2019                                   |                                           |                                           |
| 16                                        | 10 juli 2019                              | Nigeria – Zuid-Afrika                     | 2 – 1                                     | AK 2019                                   |                                           |                                           |
| 17                                        | 14 juli 2019                              | Algerije – Nigeria                        | 2 – 1                                     | AK 2019                                   |                                           |                                           |
| 18                                        | 13 november 2019                          | Nigeria – Benin                           | 2 – 1                                     | AK 2021 kwalificatie                      |                                           |                                           |
| 19                                        | 17 november 2019                          | Lesotho – Nigeria                         | 2 – 4                                     | AK 2021 kwalificatie                      |                                           |                                           |

Bijgewerkt op 21 juli 2025.